# Erik Lesser
Erik Lesser (Suhl, 17 mei 1988) is een Duitse biatleet. Hij nam deel aan de Olympische Winterspelen 2014 in Sotsji en de Olympische Winterspelen 2018 in Pyeongchang.

## Carrière
Lesser maakte zijn wereldbekerdebuut in maart 2010 in Kontiolahti. Een jaar later scoorde hij in Oslo zijn eerste wereldbekerpunten. In december 2012 stond de Duitser voor de eerste maal in zijn carrière op het podium van een wereldbekerwedstrijd. Op de wereldkampioenschappen biatlon 2013 in Nové Město eindigde Lesser als twaalfde op de 10 kilometer sprint en als veertiende op de 12,5 kilometer achtervolging. Op de estafette veroverde hij samen met Simon Schempp, Andreas Birnbacher en Arnd Peiffer de bronzen medaille.
In 2014 maakte Lesser zijn Olympisch debuut in Sotsji. Lesser behaalde de zilveren medaille in het individuele nummer, achter Martin Fourcade. Samen met Daniel Böhm, Arnd Peiffer
en Simon Schempp eindigde Lesser ook op de tweede plaats in de estafette. Op de 2015 in Kontiolahti werd Lesser wereldkampioen op de 12,5 km achtervolging en in de 4x7,5 km estafette. 

## Resultaten

### Olympische Winterspelen
| Jaar | Plaats      | Onderdeel   | Onderdeel | Onderdeel     | Onderdeel  | Onderdeel | Onderdeel          |
| Jaar | Plaats      | Individueel | Sprint    | Achtervolging | Massastart | Estafette | Gemengde estafette |
| ---- | ----------- | ----------- | --------- | ------------- | ---------- | --------- | ------------------ |
| 2014 | Sotsji      | ↑           | 21e       | 16e           | 26e        | ↑         | –                  |
| 2018 | Pyeongchang | 9e          | 11e       | 11e           | 4e         | ↑         | 4e                 |

### Wereldkampioenschappen
| Jaar | Plaats            | Onderdeel   | Onderdeel | Onderdeel     | Onderdeel  | Onderdeel | Onderdeel          | Onderdeel                 |
| Jaar | Plaats            | Individueel | Sprint    | Achtervolging | Massastart | Estafette | Gemengde estafette | Single gemengde estafette |
| ---- | ----------------- | ----------- | --------- | ------------- | ---------- | --------- | ------------------ | ------------------------- |
| 2011 | Chanty-Mansiejsk  | –           | –         | –             | –          | –         | –                  |                           |
| 2012 | Ruhpolding        | –           | –         | –             | –          | –         | –                  |                           |
| 2013 | Nové Město        | 34e         | 12e       | 14e           | 5e         | Brons     | –                  |                           |
| 2015 | Kontiolahti       | 18e         | 5e        | Goud          | 17e        | Goud      | –                  |                           |
| 2016 | Oslo Holmenkollen | 7e          | 19e       | 7e            | 14e        | Zilver    | –                  |                           |
| 2017 | Hochfilzen        | 4e          | 37e       | 28e           | 21e        | 4e        | –                  |                           |
| 2019 | Östersund         | 11e         | 8e        | 11e           | 27e        | Zilver    | –                  | 4e                        |
| 2020 | Antholz           | –           | –         | –             | –          | Brons     | –                  | Zilver                    |

### Wereldkampioenschappen junioren
| Jaar | Plaats     | Onderdeel   | Onderdeel | Onderdeel     | Onderdeel |
| Jaar | Plaats     | Individueel | Sprint    | Achtervolging | Estafette |
| ---- | ---------- | ----------- | --------- | ------------- | --------- |
| 2008 | Ruhpolding | 7e          | 16e       | 8e            | –         |
| 2009 | Canmore    | Brons       | 11e       | 11e           | Goud      |

### Wereldbeker
Eindklasseringen
| Seizoen   | Algemeen | Individueel | Sprint | Achtervolging | Massastart |
| --------- | -------- | ----------- | ------ | ------------- | ---------- |
| 2010/2011 | 91e      | –           | 97e    | 65e           | –          |
| 2011/2012 | 65e      | –           | 75e    | 52e           | –          |
| 2012/2013 | 15e      | 14e         | 10e    | 28e           | 13e        |
| 2013/2014 | 28e      | 24e         | 25e    | 31e           | 35e        |
| 2014/2015 | 10e      | 7e          | 12e    | 5e            | 17e        |
| 2015/2016 | 14e      | 16e         | 15e    | 9e            | 16e        |
| 2016/2017 | 10e      | 11e         | 14e    | 10e           | 5e         |
| 2017/2018 | 11e      | 31e         | 13e    | 21e           | 6e         |
| 2018/2019 | 23e      | 8e          | 17e    | 23e           | 43e        |
| 2019/2020 | 59e      | 41e         | 75e    | –             | 32e        |

Wereldbekerzeges
| Nr.         | Datum           | Plaats           | Onderdeel             |
| Individueel | Individueel     | Individueel      | Individueel           |
| ----------- | --------------- | ---------------- | --------------------- |
| 1.          | 8 maart 2015    | Kontiolahti (WK) | 12,5 km achtervolging |
| 2.          | 16 januari 2016 | Ruhpolding       | 15 km massastart      |
| Estafettes  |                 |                  |                       |
| 1.          | 14 maart 2015   | Kontiolahti (WK) | 4x7,5 km estafette    |
| 2.          | 21 januari 2017 | Antholz          | 4x7,5 km estafette    |